# Anatemnus madecassus
Anatemnus madecassus es una especie de arácnido del orden Pseudoscorpionida de la familia Atemnidae.

## Distribución geográfica
Se encuentra en Madagascar.